# Listă de filme britanice
Listă de filme britanice se poate referi la:
- Listă de filme britanice dinainte de 1920

- Listă de filme britanice din anii 1920:
  - 1920 1921 1922 1923 1924 1925 1926 1927 1928 1929

- Listă de filme britanice din anii 1930:
  - 1930 1931 1932 1933 1934 1935 1936 1937 1938 1939

- Listă de filme britanice din anii 1940:
  - 1940 1941 1942 1943 1944 1945 1946 1947 1948 1949

- Listă de filme britanice din anii 1950:
  - 1950 1951 1952 1953 1954 1955 1956 1957 1958 1959

- Listă de filme britanice din anii 1960:
  - 1960 1961 1962 1963 1964 1965 1966 1967 1968 1969

- Listă de filme britanice din anii 1970:
  - 1970 1971 1972 1973 1974 1975 1976 1977 1978 1979

- Listă de filme britanice din anii 1980:
  - 1980 1981 1982 1983 1984 1985 1986 1987 1988 1989

- Listă de filme britanice din anii 1990:
  - 1990 1991 1992 1993 1994 1995 1996 1997 1998 1999

- Listă de filme britanice din anii 2000:
  - 2000 2001 2002 2003 2004 2005 2006 2007 2008 2009

- Listă de filme britanice din anii 2010:
  - 2010 2011 2012 2013 2014 2015 2016 2017 2018 2019

- Listă de filme britanice din anii 2020:
  - 2020